# ペルセ＝ル＝グラン
ペルセ＝ル＝グラン （Percey-le-Grand）は、フランス、ブルゴーニュ＝フランシュ＝コンテ地域圏、オート＝ソーヌ県のコミューン。

## 地理
このフランシュ＝コンテの村は、オート＝マルヌ県およびコート＝ドール県と接している。コミューンは県最西端に位置する。

## 人口統計
| 1962年 | 1968年 | 1975年 | 1982年 | 1990年 | 1999年 | 2006年 | 2015年 |
| ------ | ------ | ------ | ------ | ------ | ------ | ------ | ------ |
| 161    | 140    | 130    | 117    | 109    | 97     | 94     | 93     |

参照元:1962年から1999年までは複数コミューンに住所登録をする者の重複分を除いたもの。それ以降は当該コミューンの人口統計によるもの。1999年までEHESS/Cassini、2006年以降INSEE。

## 参照
1. ↑  http://cassini.ehess.fr/cassini/fr/html/fiche.php?select_resultat=26437
2. ↑  https://www.insee.fr/fr/statistiques/3293086?geo=COM-70406
3. ↑  http://www.insee.fr